# Israel Hasson
Pour les articles homonymes, voir Hasson.
Yisrael Hasson (en hébreu :  ישראל חסון), né le 27 avril 1955 à Damas (Syrie), est un homme politique israélien. De 2006 à 2014, il est membre du parlement israélien, représentant d'abord le parti Israel Beytenou (« Israël notre maison »), puis Kadima.

## Biographie
Yisrael Hasson est né à Damas, en Syrie. Il émigre en Israël avec sa famille à l'âge de sept ans dans le cadre de son aliyah. Il sert pendant 23 ans au Shin Bet.
En novembre 2008, il quitte Israel Beytenou pour rejoindre le parti Kadima.